# ویلیام هنری هریسون

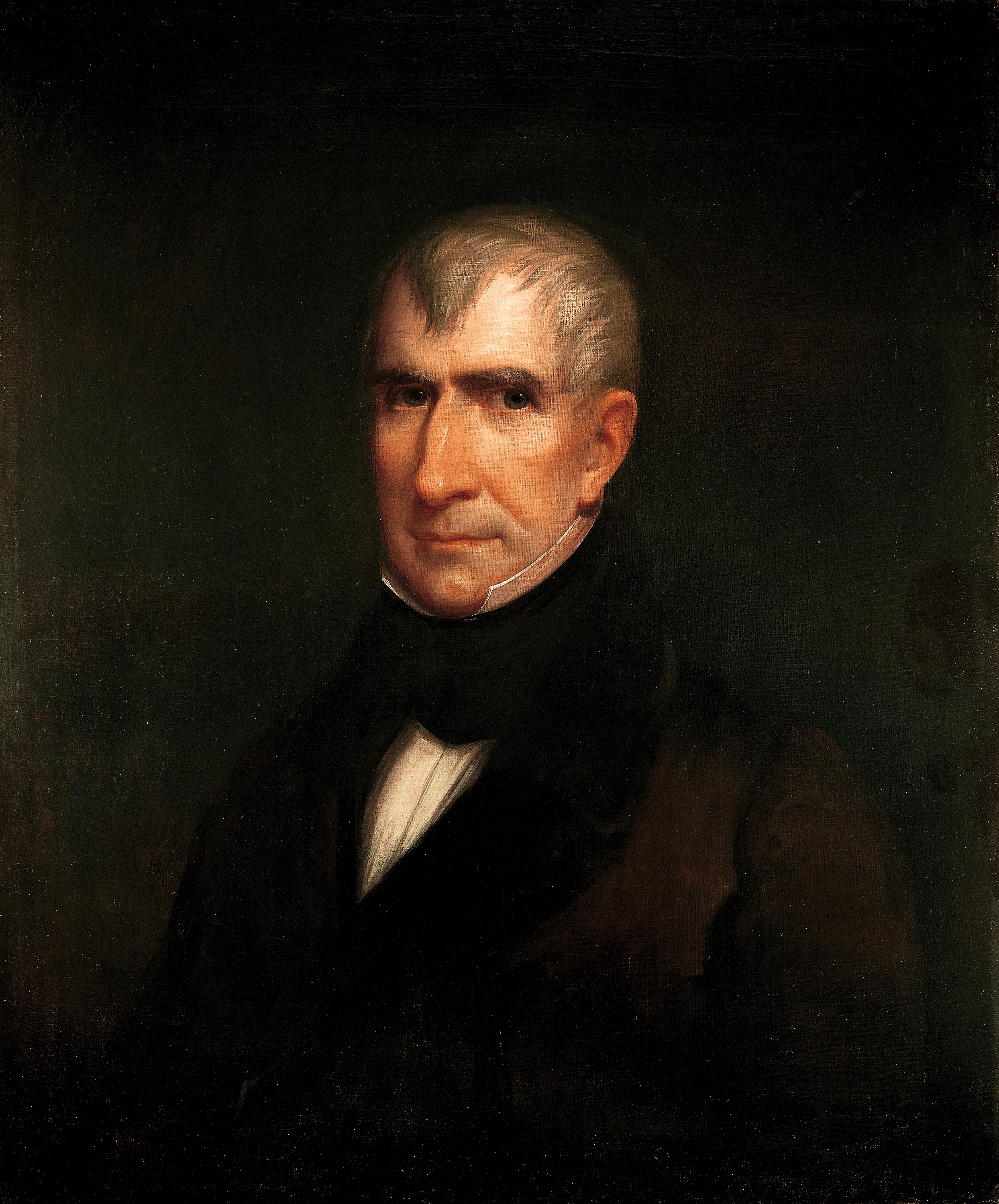

ویلیام هنری هریسون (به انگلیسی: William Henry Harrison) (زاده ۹ فوریه ۱۷۷۳ – درگذشته ۴ آوریل ۱۸۴۱) متولد ایالت ویرجینیا. وی رهبر ارتش آمریکا، سیاست‌مدار و نهمین رئیس‌جمهور ایالات متحده آمریکا از حزب ویگ در سال ۱۸۴۱ بود. این تاریخ هم‌زمان است با نوروز سال ۱۲۲۰ خورشیدی. در این زمان محمد شاه قاجار بر ایران سلطنت می‌کرد.
هریسون در شهرستان چارلز سیتی، ویرجینیا به دنیا آمد. وی فرزند بنیانگذار بنیامین هریسون پنجم و پدربزرگ پدری بنیامین هریسون، بیست و سومین رئیس‌جمهور ایالات متحده بود. هریسون آخرین رئیس‌جمهوری بود که به عنوان یک تبعه انگلیسی در سیزده مستعمره متولد شد. وی در طی دوران اولیه فعالیت نظامی خود، در نبرد چوبهای افتاده (به انگلیسی: Battle of Fallen Timbers) ۱۷۹۴ شرکت کرد، یک پیروزی نظامی آمریکایی که عملاً جنگ شمال غربی هند (به انگلیسی: Northwest Indian War) را خاتمه داد. بعد، او در نبرد تیپکنو در سال ۱۸۱۱، یک نیروی نظامی علیه کنفدراسیون تکومسه را رهبری کرد، که در آنجا لقب «تیپکانوی قدیم» را بدست آورد. وی در جنگ ۱۸۱۲ به ارتشبد ارتش ارتقا یافت و در سال ۱۸۱۳ در جنگ تیمز در بالادست کانادا پیاده‌نظام و سواره نظام آمریکایی را رهبری کرد.

## زندگی‌نامه

### ریاست جمهوری ایالات متحده
حزب ویگ، سال ۱۸۴۰ ویلیام هریسون را به عنوان نامزد حزب برای انتخابات ریاست جمهوری معرفی کرد. ویلیام هریسون افسر ارتش آمریکا در جنگ با سرخ‌پوست‌ها بود که در کلبه‌ای ساده زندگی می‌کرد و آب سیب می‌نوشید. شیوه زندگی ساده هریسون با زندگی اشرافی ون بورن که شامپاین می‌نوشید، در تضاد کامل بود. هریسون در واقع فرزند خانواده‌ای اشرافی در ویرجینیا بود و سال ۱۷۷۳ در برکلی ویرجینیا به دنیا آمد. در کالج، تاریخ و هنر و ادبیات کلاسیک خواند. سپس به دانشکده پزشکی ریچموند رفت و در آنجا شروع به تحصیل در رشته پزشکی کرد. اما همان سال ناگهان تغییر عقیده داد، وارد ارتش شد و به سوی شمال غربی آمریکا رفت.

### هریسون در ارتش
ویلیام هریسون در مبارزه با سرخپوست‌ها، دستیار ژنرال وین بود. سال۱۷۹۸ از ارتش استعفا داد ومسوول سرزمین‌های شمال غربی شد و توانست اراضی آن منطقه را به دو بخش شمال غربی و ایندیانا تقسیم کند. سال ۱۸۰۱ فرماندار منطقه ایندیانا شد و بمدت ۱۲ سال در همین پست ماند. مهم‌ترین کاری که هریسون در مقام فرماندار انجام داد تصرف سرزمین‌های سرخپوستان بود. سرخپوستها نیز به عنوان تلافی به شهرکها حمله کردند و هریسون مأمور دفاع از شهرک‌ها شد. سال ۱۸۰۹ تهدید علیه شهرک نشینان جدی شد، با ورود تکومسه به کنفدراسیون سرخپوستها، ائتلاف آن‌ها قویتر شد ه بود. سال ۱۸۱۱ هریسون اجازه حمله به کنفدراسیون سرخپوستها را دریافت کرد و طی چندین نبرد نیروهای سرخپوستها را که با بریتانیایی‌ها متحد شده بودند، شکست داد. از پنجم اکتبر ۱۸۱۳ به بعد هیچگاه مقاومت جدی ای از سوی سرخپوستها در منطقه شمال غربی آمریکا مشاهده نشد.

### قهرمان ملی، نامزد حزب ویگ
هریسون پس از پیروزی در این نبردها به زندگی غیرنظامی بازگشت. حزب ویگ که در جستجوی نامزدی برای انتخابات ریاست جمهوری سال ۱۸۴۰ بود، هریسون را که قهرمانی ملی بود برگزید. هریسون هرچند که در انتخابات عمومی رای کمتری نسبت به رقیبش آورده بود اما توانست با برتری قابل توجه در آرای الکتورال مارتین ون بورن را شکست دهد. در آن زمان جمعیت ایالات متحده ۱۷ میلیون و ۶۹ هزار و ۴۵۳ نفر بود.
ویلیام هریسون فوریه سال۱۸۴۱ وارد واشینگتن شد، او از دنیل وبستر خواست تا سخنرانی مراسم ادای سوگندش را ویرایش کند، از نظر ادبی متنی زیبا فراهم آورد و آن را با امثال و کنایه‌های قدیمی بیارآید. در حالیکه هریسون چهره‌ای ملی‌گرا داشت در متن سخنرانی آمده بود هریسون مطیع خواست مردم است که از طریق کنگره بیان می‌شود. دنیل وبستر از متن سخنرانی راضی بود. مراسم سخنرانی هریسون ۱۰۵ دقیقه طول کشید. این طولانی‌ترین نطق ادای سوگند یک رئیس‌جمهوری آمریکا بوده‌است.
ویلیام هریسون کمتر از یک ماه در مقام ریاست جمهوری آمریکا باقی‌ماند. روز چهارم آوریل سال ۱۸۴۱ در اثر ابتلا به بیماری سینه پهلودرگذشت. ویلیام هریسون نخستین رئیس‌جمهوری آمریکا بود که در دوره ریاست جمهوری اش درگذشت.